# 80ª Divisione fanteria “La Spezia”
Die 80ª Divisione fanteria “La Spezia” (deutsch 80. Infanterie-Division „La Spezia“) war eine Infanteriedivision der italienischen Armee während des Zweiten Weltkrieges. Sie wurde im November 1941 als Luftlande-Infanteriedivision aufgestellt und sollte bei der geplanten Invasion Maltas (Unternehmen Herkules, Operazione C.3) eine wichtige Rolle einnehmen. Nach der Absage des Unternehmens verlegte die italienische Heeresleitung die Division im Oktober 1942 nach Libyen und gliederte sie später in die italienische 1. Armee ein. In Nordafrika nahm die Infanteriedivision anschließend am Tunesienfeldzug teil. Am 13. Mai 1943 kapitulierte die Division gegenüber den alliierten Streitkräften.

## Divisionsgeschichte
Die Ursprünge der Division liegen bei der Infanteriebrigade Spezia und ihren beiden Infanterieregimentern 125 und 126, die am 1. März 1915 in Massa und Pisa aufgestellt wurden. Die Brigade wurde im Ersten Weltkrieg unter dem Kommando verschiedener Divisionsstäbe meist am mittleren Isonzo eingesetzt, zuletzt auch in Mazedonien als Teil der 35. Division. Unmittelbar nach dem Krieg löste man die Brigade mit zahlreichen anderen Mobilmachungsverbänden wieder auf. Eine 80. Division bestand als Gebirgsdivision vom 20. September 1918 bis zum 30. April 1919.
Ab 1938 wurden in Italien die schwachen, binären (Infanterie-)Divisionen eingeführt, also Divisionen mit nur zwei Infanterieregimentern, bei denen es sich um die Schwesterregimenter der früheren Infanteriebrigaden handelte. Am 15. November 1941 entstand in Pisa die 80. Infanteriedivision La Spezia mit den beiden Infanterieregimentern 125 und 126, mit dem 80. Artillerieregiment und weiteren Divisionstruppen. Sie erhielt den Zusatz aviotrasportabile oder „luftverladbar“. In dieser Konfiguration fehlte ihr die im Allgemeinen als Ersatz für die dritten Infanterieregimenter zugeteilte Schwarzhemden-Legion, das Artillerieregiment erhielt 65-mm-Gebirgsgeschütze. Wegen des geplanten Luftlandeeinsatzes auf Malta wurde die Division im Juni 1942 von Pisa nach Bari verlegt, nach dessen Absage dann am 1. Oktober 1942 per Flugzeug nach Libyen, wo sie zwischen Marsa el-Brega und El Agheila bereitgestellt wurde. Nach der Niederlage der Achse in der Zweiten Schlacht von El Alamein nahm sie ab Dezember 1942 an Rückzugsgefechten bis zur Mareth-Linie teil, im Januar 1942 insbesondere bei al-Chums und az-Zawiya und im folgenden Februar dann an der Mareth-Linie im Süden Tunesiens. Dort war die Division im März 1943 an der gescheiterten deutsch-italienischen Gegenoffensive beteiligt, in deren Folge man sich zur Akarit-Linie zurückziehen musste, um einer Einkesselung zu entgehen. Am 13. April 1943 standen die Reste der Division bei Enfidaville. Nach dem Zusammenbruch der Nordfront wurden die Reste der Division ab dem 9. Mai 1943 von zwei Seiten angegriffen und bis zum 13. Mai 1943 vollständig aufgerieben. Die 80. Infanteriedivision La Spezia wurde am 14. Mai 1943 offiziell aufgelöst.

## Unterstellung und Gliederung

### Unterstellung
- November 1941 – Mai 1942
  - VII. Armeekorps
- Juli – September 1942
  - XIX. Armeekorps
- Oktober – November 1942
  - Comando Superiore Forze Armate Libia
- Dezember 1942 – Februar 1943
  - XX. Armeekorps
- März 1943
  - XXI. Armeekorps
- April – Mai 1943
  - XX. Armeekorps

Quelle

### Gliederung
- 125. Infanterieregiment La Spezia
- 126. Infanterieregiment La Spezia
- 80. Artillerieregiment
- CCCXLIII Artillerieabteilung
- XXXIX. Bersaglieri-Bataillon
- LXXX. Maschinengewehrbataillon
- LXXX. Panzerabwehrbataillon
- LXXX. Geniebataillon
- kleinere Einheiten

## Kommandeure
- Generale di Divisione Quirino Armellini
- Generale di Brigata Alessandro Maccario
- Generale di Divisione Gavino Pizzolato (in Tunesien gefallen)
- Generale di Brigata Arturo Scattini